# Республиканская молодёжная библиотека имени Джафара Джаббарлы
Республиканская молодёжная библиотека имени Джафара Джаббарлы (азерб. Cəfər Cabbarlı adına Respublika Gənclər Kitabxanası) — публичная библиотека в Азербайджане, расположенная в городе Баку.

## История
Библиотека  была создана в 1928 году и в первые годы существования состояла из небольшого собрания книг и лишь одного обслуживающего отдела.
В 1937 году библиотеке было присвоено имя Джафара Джаббарлы, одного из основоположников азербайджанской драмы.
С 1928 года библиотека размещалась в тесном здании на ул. Моллы Панаха Вагифа. В 1957 году библиотека была перемещена в более удобное для читателей здание на улице Наримана Нариманова.
В 1976 году получила статус Республиканской молодёжной библиотеки.

## Общие сведения
Фонд библиотеки состоит из произведений классической и современной художественной азербайджанской и мировой литературы, словарей, энциклопедий, учебников, научно-популярной и информационной литературы.
На 1 января 2015 года фонд библиотеки составлял 132 399 книг и 2382 CD и DVD-дисков. Электронный каталог библиотеки включает 11 900 книг, 186 CD и DVD-дисков на азербайджанском, русском и других языках.
Библиотечный фонд был пополнен на 27 977 книг в ходе мероприятий по изданию книг мировой и азербайджанской литературы на азербайджанском языке на латинской графике в 2004 - 2007 годах.
В марте 2009 года в библиотеке установлена автоматизированная библиотечно-информационная система ИРБИС-64.
На 2014 год библиотека обслуживала 13 503 читателей, среди которых молодёжь, учителя, лица творческих профессий, служащие, пенсионеры. Записаться в библиотеку имеет право любой гражданин Азербайджана, достигший четырнадцатилетнего возраста, или иностранный гражданин, по предъявлении удостоверения личности.
Библиотека состоит из 10 отделов:
- отдел работы с читателями;
- отдел зарубежной литературы;
- отдел культуры;
- отдел правовой информации;
- отдел искусства;
- читальный зал
- отдел информационных ресурсов
- отдел автоматизации
- отдел бухгалтерии
- отдел методологии и библиографии

## Деятельность
27 февраля 2008 года в рамках программы ЮНЕСКО «Информация для каждого» в библиотеке учреждён центр общественно-правовой информации.
В 2011 году в библиотеке учреждена база нормативно-правовых актов Азербайджана, в которую добавлены нормативно-правовые акты, принятые с 1992 года.
В ноябре 2023 года библиотека представила виртуальную книжную выставку и базу электронных ресурсов, посвящённых городу Кельбаджар.

## Награды
4 декабря 2018 года по случаю 90-летнего юбилея библиотеки за плодотворную деятельность в области совершенствования библиотечного дела в Азербайджане сотрудники библиотеки Алиева Медина Талыш гызы, Гасанова Санубар Абдулгафар гызы, Гулиев Орудж Ислам оглы, Мусаева Халида Мамедали гызы были награждены медалью «Прогресс».